# Parco della Favara
Parco della Favara – dawne ogrody królów normańskich wraz z zamkiem (castello) Maredolce, położone na obrzeżach Palermo.
Założenie ogrodowo-zamkowe powstało na polecenie pierwszego normańskiego króla Sycylii Rogera II, w stylu arabsko-normańskim przed 1153 r. Nazwa pochodzi od arabskiego słowa al-fawwāra (źródło). Powstało wtedy również ogromne sztuczne jezioro, zwane Maredolce lub z arabskiego Albehira, które otaczało zamek z trzech stron. Zamek Maredolce zbudowano na wzór ribatu (wojskowego klasztoru muzułmańskiego) z pokojami reprezentacyjnymi i prywatną kaplicą w stylu bizantyjskim.  Parco della Favara stanowił część rozległego kompleksu królewskich rezydencji wypoczynkowych, zwanych sollazzi regi lub Jannat al-arḍ (raj na ziemi) czyli Genoardo, w skład którego wchodziły także Castello della Cuba, Cuba Soprana, Castello della Zisa i Castello dell'Uscibene. 
W ogrodzie znajdowały się łaźnie termalne, otoczone ogrodami w stylu islamskim. Gdy wygasła dynastia Normanów, zamek należał do dóbr królewskich do czasu, gdy w 1328 r. Fryderyk II Sycylijski przekazał go zakonowi krzyżackiemu, który przekształcił go w szpital, wykorzystując wody termalne do celów leczniczych. W pierwszej połowie XV wieku posiadłość przekształcono w folwark. W następnych latach budynek popadał w zaniedbanie a jego konstrukcje w ruinę do tego stopnia, że pełnił funkcję schroniska dla zwierząt. Ostatecznie upaństwowiony i poddany renowacji, zamek nie jest jednak udostępniony do zwiedzania, a z dawnego jeziora pozostało niewiele. 